# Grata recordatio
Grata recordatio ist eine Enzyklika von Papst Johannes XXIII. und wurde am 29. September 1959 veröffentlicht.  In ihr beschreibt er das Rosenkranzgebet als ein Gebet für die Kirche, Mission und die internationalen gesellschaftlichen Probleme. Gleichzeitig erbittet er einen guten Verlauf für das bevorstehende Zweite Vatikanische Konzil und kündigt an, im kommenden Oktober diesem bevorstehenden Ereignisse würdig zu gedenken.

## Rosenkranzmonat Oktober
Johannes XIII. erinnert an die von Papst Leo XIII. herausgegebenen Enzykliken zum Rosenkranz (   Supremi apostolatus officio,  Superiore anno, Octobri mense, Magnae Dei matris,  Laetitiae sanctae, Iucunda semper expectatione, Fidentem piumque animum,  Augustissimae virginis mariae  und  Diuturni temporis) und bestätigt ebenfalls den Monat Oktober, als den Monat des Rosenkranzes.  Er erbittet von den Gläubigen für den kommenden Monat Oktober eine große Hingabe zum Gebet und der Rosenkranzandacht, gleichzeitig ehrt er seinen Vorgänger und betont dessen erstes Todesjahr.

## Fortsetzung der Tradition
Er kündigt an, dass er in der Tradition seiner Vorgänger nicht nachlassen werde. Im kommenden Monat soll auch der Männer gedacht werden, die ihren Dienst in der Mission versehen und die in diesem Auftrag viele Hindernisse und Unannehmlichkeiten ertragen müssten.
In den Schulen und den Unterrichten müsse die Haltung und Richtung zur praktischen Führung des Lebens übermittelt werden und es müsse sich gegen die falschen Philosophen gewehrt  werden.

## Apostolisches Schreiben
Am 29. September 1961 erlässt Johannes XXIII. das Apostolische Schreiben Il religioso convegno auch bekannt als  Marialis Rosarii über den Rosenkranz als Friedensgebet.